# В'язовський (присілок)
В'я́зовський (рос. Вязовский, башк. Вязовка) — присілок (у минулому селище) у складі Бірського району Башкортостану, Росія. Входить до складу Бахтибаєвської сільської ради.
Населення — 144 особи (2010; 116 у 2002).
Національний склад:
- марійці — 53 %
- росіяни — 34 %